# Мері д'Обервільє (станція метро)
48°54′50″ пн. ш. 2°22′50″ сх. д. / 48.9138° пн. ш. 2.38065° сх. д.
Мері д'Обервільє (фр. Mairie d’Aubervilliers) — кінцева станція 12 лінії Паризького метро. 
Станцію відкрито 31 травня 2022.

Розташована в Обервільє, департамент Сена-Сен-Дені, за декілька км на північ від межі Парижа. 
Головний вхід знаходиться на площі Мері, у безпосередній близькості від ратуші.
Пересадки:
- Автобуси: 35 , 150 , 170 і 173

Конструкція — однопрогінна станція (глибина закладення для 12 лінії — 	26 м), з однією береговою та однією острівною платформами.

## Операції
| Попередня станція        | Лінія | Лінія                           | Лінія | Наступна станція |
| ------------------------ | ----- | ------------------------------- | ----- | ---------------- |
| Еме Сезер до Мері-д’Іссі |       | Паризький метрополітен Лінія 12 |       | кінцева          |